# 阿牙克库木湖
37°33′N 89°23′E / 37.550°N 89.383°E
阿牙克库木湖（維吾爾語：ئاياققۇم كۆلى‎），位于中华人民共和国新疆维吾尔自治区巴音郭楞蒙古自治州若羌县东南部库木库里盆地，為高原内流咸水湖，2023年湖水面积1141.67平方公里，是新疆面积最大的湖泊。入湖河流有依协克帕提河、色斯克亚河、皮提勒克河、库木开日河，流域分布冰川451条，总面积为324.26平方公里，主要分布于东南方向的阿尔喀山地区。